# برنارد ريغلي
برنارد ريغلي (بالإنجليزية: Bernard Wrigley)‏ هو مغني بريطاني، ولد في 1948.

## وصلات خارجية
- الموقع الرسمي
- برنارد ريغلي على موقع IMDb (الإنجليزية)
- برنارد ريغلي على موقع ميوزك برينز (الإنجليزية)
- برنارد ريغلي على موقع ديسكوغز (الإنجليزية)
- برنارد ريغلي على موقع قاعدة بيانات الفيلم (الإنجليزية)